# 1954 w nauce

## Nauki przyrodnicze i ścisłe

### Chemia
- odkrycie reakcji Wittiga

### Matematyka
- udowodnienie twierdzenia Laxa-Milgrama

## Nagrody Nobla
- Fizyka – Walther Bothe
- Chemia – Linus Carl Pauling
- Medycyna – John Franklin Enders, Thomas Huckle Weller, Frederick Chapman Robbins